# Гилярова, Елена Ивановна
Елена Ивановна Гилярова — советский революционный деятель.

## Биография
Родилась в 1896 году в Рязани. Член КПСС с 1917 года.
Окончила филологическое отделение Высших (Бестужевских) женских курсов, философское отделение Института Красной профессуры.
Участница подпольного революционного движения в Петрограде.
Участница Первой мировой войны: сестра милосердия в Галиции и Трапезунде.
Участница Октябрьской революции: преподавательница курсов по подготовке медицинских сестер Василеостровского райсовета.
Участница Гражданской войны: подпольный партийный работник в украинских губерниях.
В 1924—1937 гг. — руководящий работник в Наркомпросе СССР, начальник сектора литературы и искусства Ленгорлита, редактор ГИХЛ.
Арестована, репрессирована, сослана в Бугуруслан и Стерлитамак.
В 1938—1954 гг. — преподавательница истории в Стерлитамаке.
Реабилитирована, вернулась в Ленинград.
С 1956 года — персональный пенсионер союзного значения, деятель движения старых большевиков.
Умерла в 1988 году в Ленинграде.

## Награды
- Орден Ленина (07.03.1960)
- Орден Октябрьской Революции (22.03.1978)
- Орден Дружбы народов (21.03.1986)
- Орден Знак Почёта (28.10.1967)